# Geeveston
Geeveston (761 habitants) est un village situé sur la Huon Highway et la Huon River au sud-est de la Tasmanie, en Australie à 62 km au sud-ouest de Hobart.
Elle doit son nom à un de ses premiers colons, William Geeves.
Elle est dans l'une des principales régions productrices de pommes et de bois de la Tasmanie.
Elle est la porte d'entrée du parc national des Hartz Mountains.